# أنايس ميتشيل
أنايس ميتشيل (بالإنجليزية: Anais Mitchell)‏ هي عازفة قيثارة ومغنية مؤلفة وملحنة أمريكية، ولدت في 26 مارس 1981 في مونبلييه في الولايات المتحدة.

## وصلات خارجية
- الموقع الرسمي
- أنايس ميتشيل على موقع IMDb (الإنجليزية)
- أنايس ميتشيل على موقع ميوزك برينز (الإنجليزية)
- أنايس ميتشيل على موقع قاعدة بيانات برودواي على الإنترنت (الإنجليزية)
- أنايس ميتشيل على موقع أول ميوزيك (الإنجليزية)
- أنايس ميتشيل على موقع ديسكوغز (الإنجليزية)